# شراب
شراب یا مِی یک نوشیدنی الکلی است که از میوه‌های تخمیرشده تهیه می‌شود. مخمر، قند موجود در میوه‌ها را مصرف می‌کند و آن را به اتانول و دی‌اکسید کربن تبدیل می‌نماید و در این فرایند گرما آزاد می‌شود. اگرچه شراب را می‌توان از انواع محصولات میوه مانند آلو، گیلاس، انار، زغال اخته، سیاه گیله و آقطی تهیه کرد، اما اغلب از انگور تهیه می‌شود و اصطلاح «شراب» به‌طور کلی به شراب انگور اشاره دارد.
انواع مختلف انگور و گونه‌های مخمر از عوامل اصلی در سبک‌های مختلف شراب هستند. این تفاوت‌ها ناشی از فعل و انفعالات پیچیده بین رشد بیوشیمیایی انگور، واکنش‌های درگیر در تخمیر، محیط رشد انگور و فرایند تولید شراب است. بسیاری از کشورها نام‌های قانونی را برای تعریف سبک و کیفیت شراب وضع می‌کنند. این نام‌ها معمولاً منشأ جغرافیایی و انواع مجاز انگور و همچنین سایر جنبه‌های تولید شراب را شامل می‌شود.
شراب هزاران سال است که تولید می‌شود. اولین شواهد از شراب مربوط به گرجستان کنونی (۶۰۰۰ قبل از میلاد)، ایران (۵۰۰۰ قبل از میلاد)، ایتالیا و ارمنستان (۴۰۰۰ قبل از میلاد) است. شراب دنیای جدید تا حدی با نوشیدنی‌های الکلی ساخته شده توسط مردم بومی قاره آمریکا ارتباط دارد، اما عمدتاً به سنت‌های اسپانیایی بعدی در اسپانیای جدید مرتبط است. بعداً، همان‌طور که شراب دنیای قدیم تکنیک‌های کشت انگور را بیشتر توسعه داد، اروپا سه منطقه از بزرگ‌ترین مناطق تولید شراب را دربر گرفت. امروزه، پنج کشور با بزرگ‌ترین مناطق تولید شراب در ایتالیا، اسپانیا، فرانسه، ایالات متحده و چین هستند.
شراب از دیرباز نقش مهمی در دین داشته است. شراب قرمز توسط مصریان باستان با خون مرتبط بود و توسط فرقه یونانی دیونوسوس و رومی‌ها در باکانالیای خود استفاده می‌شد. یهودیت نیز آن را در کیدوش و مسیحیت در عشای ربانی گنجانده است. فرهنگ شراب مصری، یونانی، رومی و اسرائیلی هنوز به این ریشه‌های باستانی مرتبط است. به‌طور مشابه، بزرگ‌ترین مناطق شراب در ایتالیا، اسپانیا و فرانسه دارای میراثی در ارتباط با شراب مقدس هستند، به همین ترتیب، سنت‌های انگورکاری در جنوب غربی ایالات متحده در اسپانیای جدید آغاز شد زیرا راهبان و راهبان کاتولیک برای اولین بار در نیومکزیکو و کالیفرنیا شراب تولید کردند.

## پیشینه

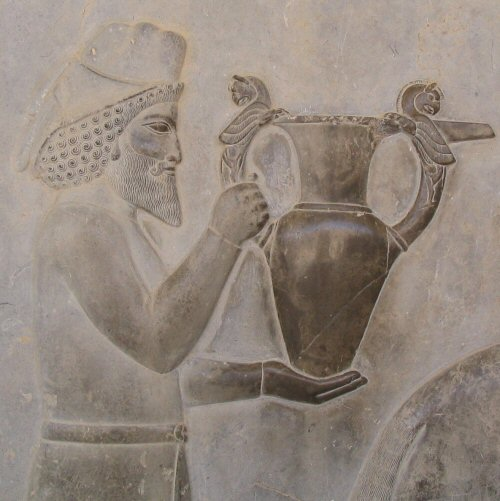
جزئیات نقش‌برجسته‌ای بر پلکان شرقی آپادانا، پرسپولیس که ارمنی‌ها را در حال آوردن یک کوزه — احتمالا شراب — به‌عنوان هدیه برای پادشاه نشان می‌دهد.

تکنیک مخلوط کردن رزین تربانتین با شراب جهت جلوگیری از ترش شدن شراب بوده است. برای فیلیپ مارنیوال (Philippe Marinval) مدیر پژوهش در مرکز مردم‌شناسی تولوز این مدرکی است دال بر اینکه انسان عصر نوسنگی شراب می‌نوشیده است.
قدیمی‌ترین نشانه‌های شراب در گرجستان (۶۰۰۰ ق. م)، ایران (۵۰۰۰ ق. م) و سیسیل (۴۰۰۰ ق. م) یافت شده‌اند. شراب ۴۵۰۰ سال پیش از میلاد مسیح به منطقهٔ بالکان رسید و در یونان، تراکیه و روم مورد مصرف قرار می‌گرفت.
بررسی‌های باستان‌شناسی و باستان‌مردم‌گیاه‌شناسی نشان می‌دهد نخستین نمونه‌های شراب انگور و پرورش انگور شراب مربوط به ۵۸۰۰ تا ۶۰۰۰ سال پیش از میلاد مسیح در منطقهٔ گرجستان امروزی است. شواهد حاضر از علم باستان‌شناسی و ژن‌شناسی نشان می‌دهد که تولید اولیهٔ شراب در دیگر مناطق مثل قفقاز جنوبی و غرب آسیا بعد از گرجستان صورت گرفته است. قدیمی‌ترین کارگاه شراب‌سازی جهان، شراب‌خانهٔ آرنی-۱ در ارمنستان بوده است.

## انواع شراب

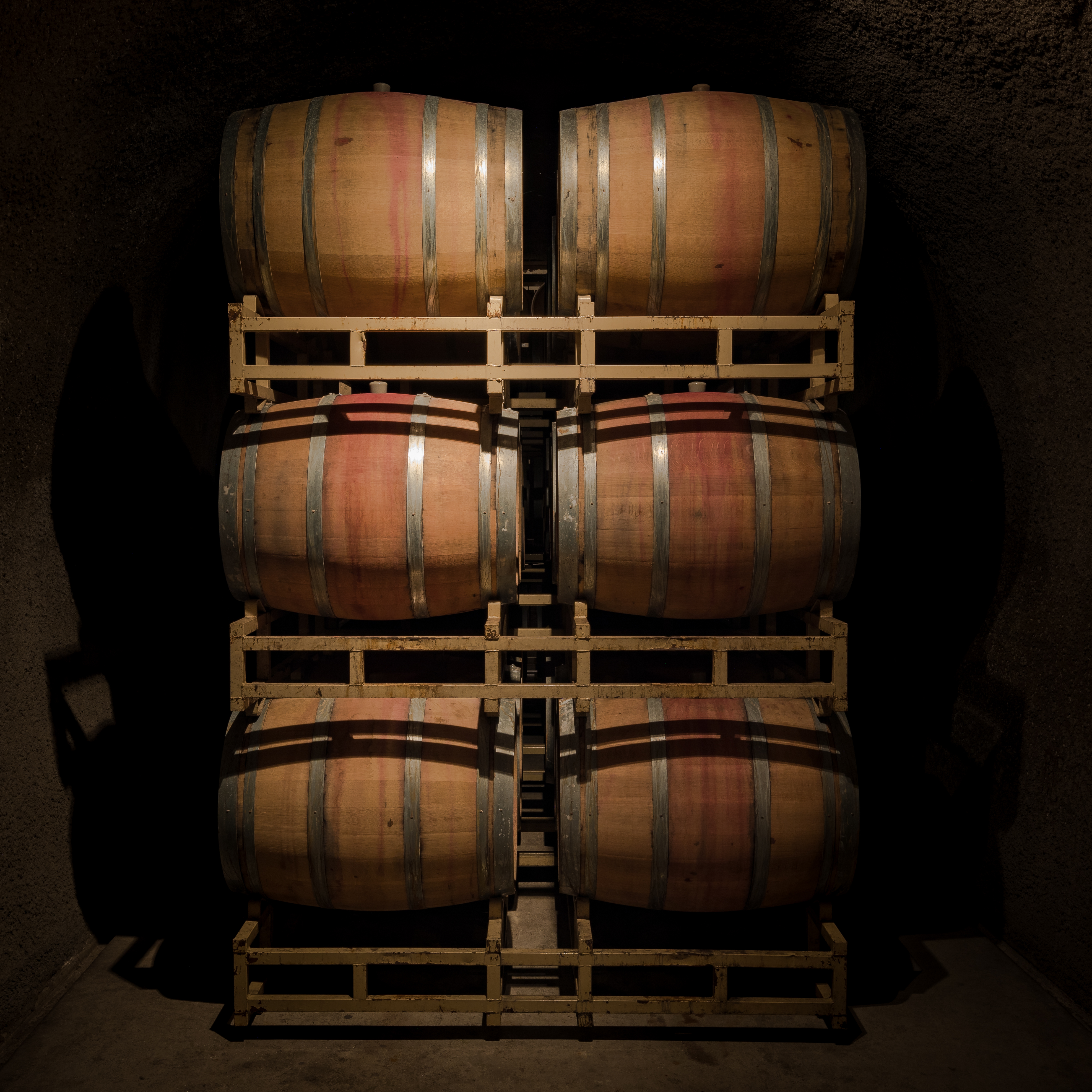
نگاره‌ای از بشکه‌های شراب از جنس چوب درخت بلوط در غار شراب (en) شراب‌سازی تپهٔ روثرفورد واقع در تاکستان و منطقه شراب‌سازی ناپا ولی. رد سرخی بر روی بخش‌هایی از بشکه‌های شراب دیده می‌شود، حاکی از باقی‌ماندهٔ شراب قرمز درون بشکه است. چوب بشکه شراب بر مزه و کیفیت شراب تأثیر می‌گذارد. یکی از مشخصات شرابِ باکیفیت مدت زمانی است که برای جا افتادن آن صرف شده است.

- شراب قرمز
- شراب سفید
- شراب گلی
- شراب سیب (Cider)
- شراب گلابی (Perry)
- می‌انگبین (Mead)
- شراب میوه
- شراب تقویت شده
- شراب شیرین
- شراب گازدار (شامپاین)
- شراب برنج (Sake)

### بر اساس محل تولید
- شامپاین
- بوردو
- ریوخا
- ورموت
- پورت
- پروسکو

## آزمودن طعم
آزمودن طعم شراب مجموعه‌ای از گام‌های دیداری، بویایی و چشایی است که برای ارزیابی کیفیت، عطر و طعم یک شراب به‌کار می‌رود. این فرایند معمولاً شامل مشاهدهٔ ظاهر شراب، استشمام رایحه‌ها و چشیدن طعم آن است. هدف از آزمودن شراب نه‌تنها شناخت ویژگی‌های ظاهری، بویایی و مزه‌ای آن، بلکه تمایز میان انواع شراب‌ها و تشخیص کیفیت آن‌ها است.
عطرها و طعم‌های موجود در شراب از ترکیب مواد درون پوست انگور (از جمله تانن‌ها و فنول‌ها)، گوشت میوه و دانه‌ها ناشی می‌شوند. مواد قندی، اسیدها و ترکیب‌های خوش‌بو در نواحی گوناگون انگور (مرکزی، میانی، پیرامونی) پخش شده‌اند.
رنگ شراب می‌تواند از خاکستری-زرد کم‌رنگ تا کهربایی تیره در شراب‌های سفید، و از پوست پیازی تا ارغوانی تیره در شراب‌های قرمز متغیر باشد. تغییر رنگ‌ها معمولاً نشانگر نوع انگور، شیوهٔ کهنگی، روش نگهداری و شرایط تخمیر است.
برای هر نوع شراب، لیوانی مناسب وجود دارد. لیوان‌های با دهانهٔ باریک برای تمرکز بو به‌کار می‌روند و لیوان‌های عریض‌تر برای شراب‌های پیچیده و غنی مناسب‌ترند.
گام‌های آزمودن:
۱. مقدار مناسب سرو: برای آزمودن شراب، باید از لیوان استاندارد چشیدن شراب استفاده کرد. این لیوان معمولاً گنجایشی در حدود ۲۱۵ میلی‌لیتر دارد و دارای ارتفاعی حدود ۱۸۰ میلی‌متر است. هنگام ریختن شراب، لیوان باید تنها تا یک‌چهارم یا یک‌سوم پر شود تا فضای کافی برای چرخاندن شراب و آزادسازی رایحه‌ها باقی بماند. یک بطری معمولی شراب ۷۵۰ میلی‌لیتر حجم دارد که برای حدود پنج تا شش لیوان کافی است.
۲. مشاهدهٔ دیداری: ارزیابی دیداری اولین گام برای شناخت شراب است. لیوان را با زاویه ۴۵ درجه در برابر نور نگه می‌دارند تا رنگ و شفافیت آن را بررسی کنند. شراب خوب باید شفاف، درخشان و بدون ذرات معلق باشد. رنگ شراب می‌تواند اطلاعاتی دربارهٔ سن و نوع آن ارائه دهد. به‌عنوان مثال، شراب‌های قرمز جوان معمولاً رنگ‌هایی نزدیک به بنفش یا یاقوتی دارند، در حالی‌که شراب‌های مسن‌تر به رنگ‌های آجرگون یا قهوه‌ای متمایل می‌شوند.
۳. ارزیابی عطر: پس از مشاهده، نوبت به بررسی رایحه‌های شراب می‌رسد. ابتدا بوی شراب بدون چرخاندن لیوان استشمام می‌شود. سپس لیوان را به‌آرامی می‌چرخانند تا رایحه‌های فرّارتر آزاد شوند. رایحه‌های شراب ممکن است شامل بوی گل‌ها، میوه‌ها، چوب، ادویه‌ها و حتی خاک باشند. شراب‌های نامرغوب یا خراب ممکن است بویی ناخوشایند مانند سرکه، تخم‌مرغ فاسد یا کپک داشته باشند که نشان‌دهندهٔ اکسیدشدگی یا آلودگی‌اند.
۴. ارزیابی مزه: برای مزه‌کردن، جرعه‌ای حدود ۱۰ میلی‌لیتر از شراب برداشته شده و درون دهان چرخانده می‌شود. این کار به تماس شراب با بخش‌های مختلف زبان و کام کمک می‌کند. مزه‌های اصلی که ارزیابی می‌شوند شامل:
شیرینی در نوک زبان
ترشی در کناره‌های زبان
تلخی که دیرتر و در انتهای دهان احساس می‌شود
شراب خوب باید تعادل مناسبی میان این مزه‌ها داشته باشد. نگه‌داشتن شراب به‌مدت حداقل ۱۵ ثانیه در دهان توصیه می‌شود. در پایان، برای ادامهٔ آزمودن شراب‌های دیگر، باید دهان را با کمی آب شست‌وشو داد.

## دمای سرو شراب
دمای سرو مناسب بر عطر و طعم شراب تأثیر زیادی دارد. هر نوع شراب دمای بهینه‌ای برای سرو دارد. به‌عنوان نمونه:
شراب‌های قرمز پررنگ: ۱۸ درجه سانتی‌گراد
شراب‌های قرمز سبک مانند بوژولِه: ۱۳ درجه سانتی‌گراد
شراب‌های سفید معطر مانند ریزلینگ: ۸ درجه
شراب‌های گازدار مانند شامپاین: ۶ درجه

## مناطق مهم شراب‌سازی دنیا
شراب در اقلیم‌های خاصی در فاصلهٔ میان ۳۰ تا ۵۰ درجه عرض جغرافیایی شمالی و جنوبی تولید می‌شود. مناطق مشهور شامل جنوب فرانسه، ایتالیا، شیلی، استرالیا، و کالیفرنیا در آمریکا هستند.

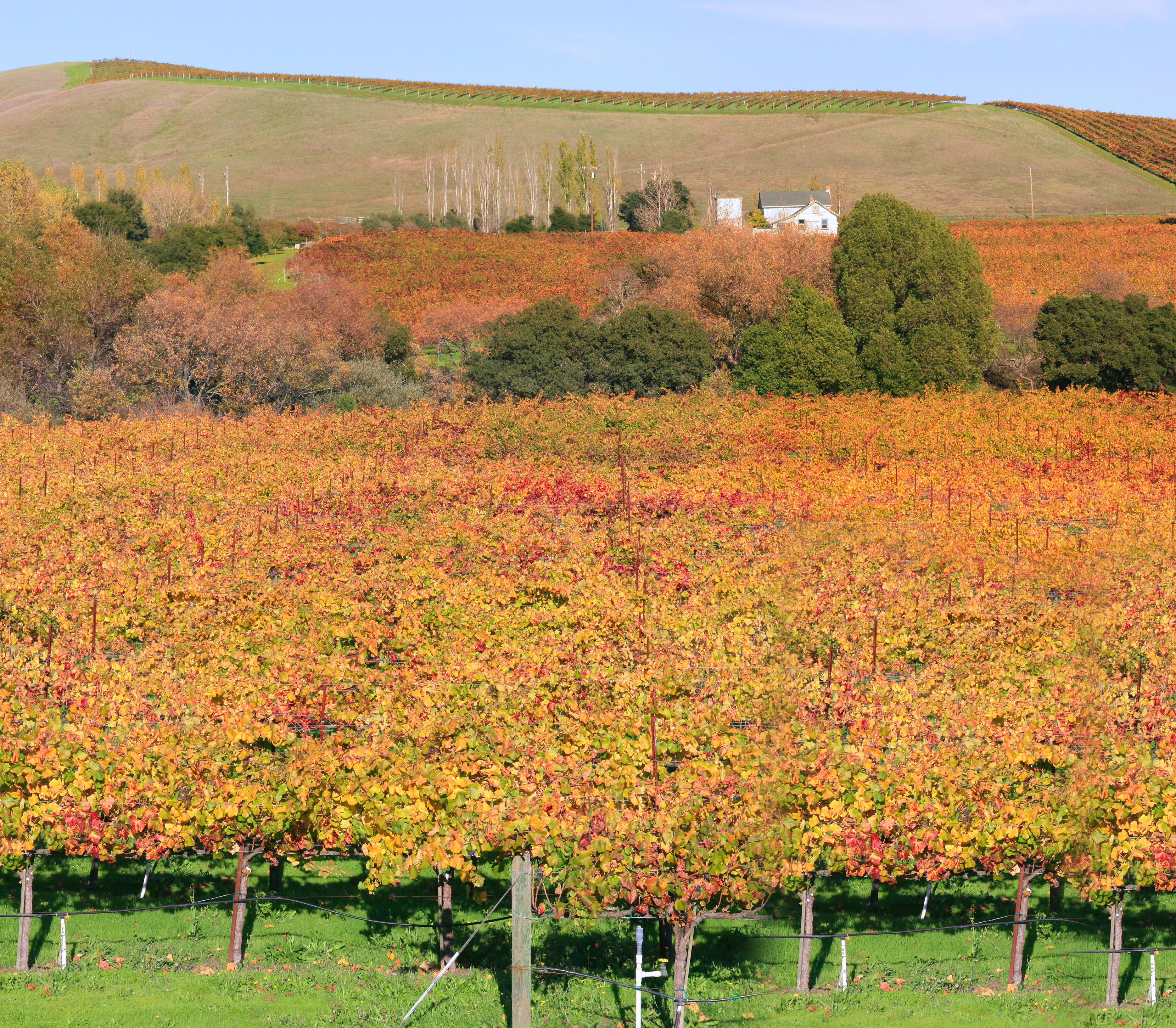
بوته‌های موی رسیده، در یکی از تاکستان‌های درهٔ نَپا در ایالت کالیفرنیای آمریکا. درهٔ نَپا، یکی از مهم‌ترین مناطق کشت انگور و شراب‌سازی در جهان محسوب می‌شود.

| رده         | کشور                | میزان تولید (تن) |
| ----------- | ------------------- | ---------------- |
| ۱           | ایتالیا             | ۴٬۷۹۶٬۶۰۰        |
| ۲           | اسپانیا             | ۴٬۶۰۷٬۸۵۰        |
| ۳           | فرانسه              | ۴٬۲۹۳٬۴۶۶        |
| ۴           | ایالات متحده آمریکا | ۳٬۳۰۰٬۰۰۰        |
| ۵           | چین                 | ۱٬۷۰۰٬۰۰۰        |
| ۶           | آرژانتین            | ۱٬۴۹۸٬۳۸۰        |
| ۷           | شیلی                | ۱٬۲۱۴٬۰۰۰        |
| ۸           | استرالیا            | ۱٬۱۸۶٬۳۴۳        |
| ۹           | آفریقای جنوبی       | ۱٬۱۴۶٬۰۰۶        |
| ۱۰          | آلمان               | ۹۲۰٬۲۰۰          |
| در کل دنیا* | در کل دنیا*         | ۳۰٬۸۰۶٬۰۰۰       |

* ممکن است شامل اطلاعات رسمی، نیمه‌رسمی یا تخمینی باشد.

### در ایران
- بروجرد (پیش از انقلاب ۱۳۵۷)
- قزوین (پیش از انقلاب ۱۳۵۷)
- شیراز (پیش از انقلاب ۱۳۵۷)
- گتوند (از دوره عیلام تا پیش ازانقلاب ۱۳۵۷)
- مراغه (پیش از انقلاب ۱۳۵۷)
- ارومیه (پیش از انقلاب ۱۳۵۷)
- شازند (پیش از انقلاب ۱۳۵۷)

## اثرات پزشکی

### اثرات مثبت
فواید شراب قرمز در سلامتی شناخته شده است. با این حال بیش از حد مصرف کردن هر الکلی می‌تواند منجر به اعتیاد شود و مشکلاتی برای سلامتی به وجود آورد. الکل باید در حد اعتدال مصرف شود. شراب قرمز دارای آنتی‌اکسیدان بالایی است و سرشار از پلی فنول‌ها از جمله proanthocyanidin است که یک آنتی‌اکسیدان قوی است.  در واقع شراب قرمز دارای آنتی‌اکسیدان بیشتری از آب انگور تجاری، زغال اختهٔ خام، و حتی آکایی بری که یک میوه سرشار از آنتی‌اکسیدان است، است. شراب تیره دارای آنتی‌اکسیدان بالایی است و سبب جلوگیری از لخته شدن خون در شریان‌ها می‌شود و از شریان‌ها در برابر کلسترول بد (ال‌دی‌ال) محافظت می‌کند.
۱. جلوگیری از سرطان: شواهد و دلایل متعددی نشان می‌دهد که نوشیدن شراب قرمز در حد اعتدال می‌تواند از بروز سرطان پیشگیری کند. آنتی‌اکسیدان‌های زیادی در شراب قرمز وجود دارد که می‌تواند از آسیب اکسیداسیون، که در پیری و همچنین شرایط بحرانی نظیر آلزایمر، دیابت نوع ۲ و بیماریهای قلبی و عروقی مؤثر هستند جلوگیری کند. یکی از آنتی‌اکسیدان‌های موجود در شراب قرمز به جلوگیری از سرطان ریه کمک می‌کند و تحقیقات نشان داده است که رزوراترول همان آنتی‌اکسیدانی است که از قلب محافظت می‌کند و می‌تواند سبب کشته شدن یا از بین رفتن سلولهای سرطانی شود.
1. جلوگیری از پوسیدگی دندان: شراب قرمز حتی شراب بدون الکل سبب مقاومت مینای دندان و جلوگیری از پوسیدگی دندان می‌شود. پلی فنول در شراب قرمز همچنین می‌تواند از بیماری‌های لثه جلوگیری کند و حتی به درمان و کاهش التهاب در لثه‌ها کمک کند.
2. جلوگیری از سرطان سینه: مصرف مداوم نوشیدنی‌های الکلی خطر ابتلا به سرطان سینه را افزایش می‌دهد، ولی شراب قرمز اثر متفاوتی دارد. در مجله سلامت زنان توضیح داده شده است که مواد موجود در پوست انگور قرمز سبب کاهش سطح استروژن و افزایش تستوسترون در زنان قبل از یائسگی می‌شود که منجر به کاهش خطر ابتلا به سرطان سینه می‌شود.

۴. حفاظت از آفتاب سوختگی: شراب و مشتقات انگور می‌تواند به کاهش اثرات مخرب یو وی (اشعه ماوراء بنفش) کمک کند.

### اثرات منفی

مهم‌ترین اثرات طولانی مدت احتمالی اتانول، یکی از اجزای تشکیل دهنده شراب است. مصرف الکل توسط مادران باردار ممکن است منجر به اختلالات طیف الکل جنین شود. فواید (رنگ آبی) و مضرات (رنگ قرمز) شراب در مقایسه مقدار مصرف (روی تصویر کلیک کنید)

تحقیقات وزارت بهداشت بریتانیا در سال ۲۰۱۶ نتیجه مطالعات قبلی که گفته بود نوشیدن اندک الکل خطر ابتلای مردان به بیماری‌های قلبی را کاهش می‌دهد رد کردند. به گفته مشاور ارشد اداره بهداشت بریتانیا این باور که نوشیدن یک استکان شراب قرمز در روز باعث جلوگیری از بیماری قلبی می‌شود یک افسانه بیش نیست. اما این تحقیقات قطعی نیست و تحقیقات دیگر درمورد اثرات در حد متوسط نوشیدن می این ادعاها را رد می‌کند. زیاده روی در نوشیدن شراب و مخصوصاً شرابی که الکل زیاد داشته باشد به سلول‌های استخوان‌ها صدمه می‌زند، سرطان‌زا است و ارتباط قوی میان مصرف بیش از حد مشروبات الکلی و سرطان‌های پستان، مری، دهان، نای، حنجره و حلق وجود دارد. الکل به سیستم عروقی و قلب صدمه می‌زند، مصرف زیاد آن باعث زوال عقل و ایجاد اختلالات مغزی می‌شود، خطر ایجاد دیابت نوع ۱ را دارد و در بینایی تأثیر سوء دارد. بر اساس گزارشی که «کمیته علمی مستقل در مورد داروها» در بریتانیا تهیه کرده زیان مصرف افراطی الکل در جامعه سه برابر زیان مصرف کوکائین یا کشیدن سیگار برآورد شده است. دیوید نات می‌گوید کراک از الکل اعتیاد آورتر است ولی از آن جا که عده بیشتری الکل مصرف می‌کنند در کل زیان آن بیشتر است.
اگرچه شراب دارای آنتی‌اکسیدان است اما با اختلال در فرایند اثرگذاری آنتی‌اکسیدانهای دیگر در بدن صدمات مؤثری در دراز مدت بر سوخت و ساز سلول‌ها داشته و روند پیری را تسریع می‌بخشد. الکل سبب مرگ سلولهای مغزی می‌شود و برخی از آن‌ها قابل ترمیم و بازسازی نیستند. الکل به دلیل اختلال در عملکردهای غیرارادی بدن نظیر تنفس، ضربان قلب و… خطر سکته قلبی را بالا می‌برد و فرایند جایگزینی مداوم سلول‌های قلب را کند می‌کند. شراب احتمال بیماری کبد چرب را بسیار بالا می‌برد و به بافت کبد آسیب زده و ترشح آنزیم‌های لوزالمعده و کبد را تحت تأثیر قرار می‌دهد. خطر سیروز کبدی و آلزایمر در افراد الکلی بالاتر از دیگران است. افراد دیابتی که قبلاً الکل استفاده می‌کردند نسبت به تزریق انسولین نتایج مثبت ضعیف‌تری نشان می‌دهند. چربی‌های انباشته شده در نواحی دور شکم در افراد الکلی پس از لیپوساکشن سریعتر و بیشتر بازگشت کرده‌اند.

### مسمومیت با الکل چوب (متانول)
وقتی از مایع تخمیر شده شراب قبل از صاف کردن که همراه با چوب انگور باشد به عنوان پیش ساز عرق استفاده شود مشروب یا عرق حاصل به متانول یا الکل چوب آلوده می‌شود که متانول فرد را دچار کوری یا حتی مرگ می‌کند. مصرف ۱۰ میلی‌لیتر از متانول می‌تواند با تأثیر بر دستگاه عصبی منجر به کوری و مصرف ۱۰۰ تا ۲۰۰ میلی‌لیتر منجر به مرگ در بزرگسالان گردد.

### تأثیرات بر زیبایی

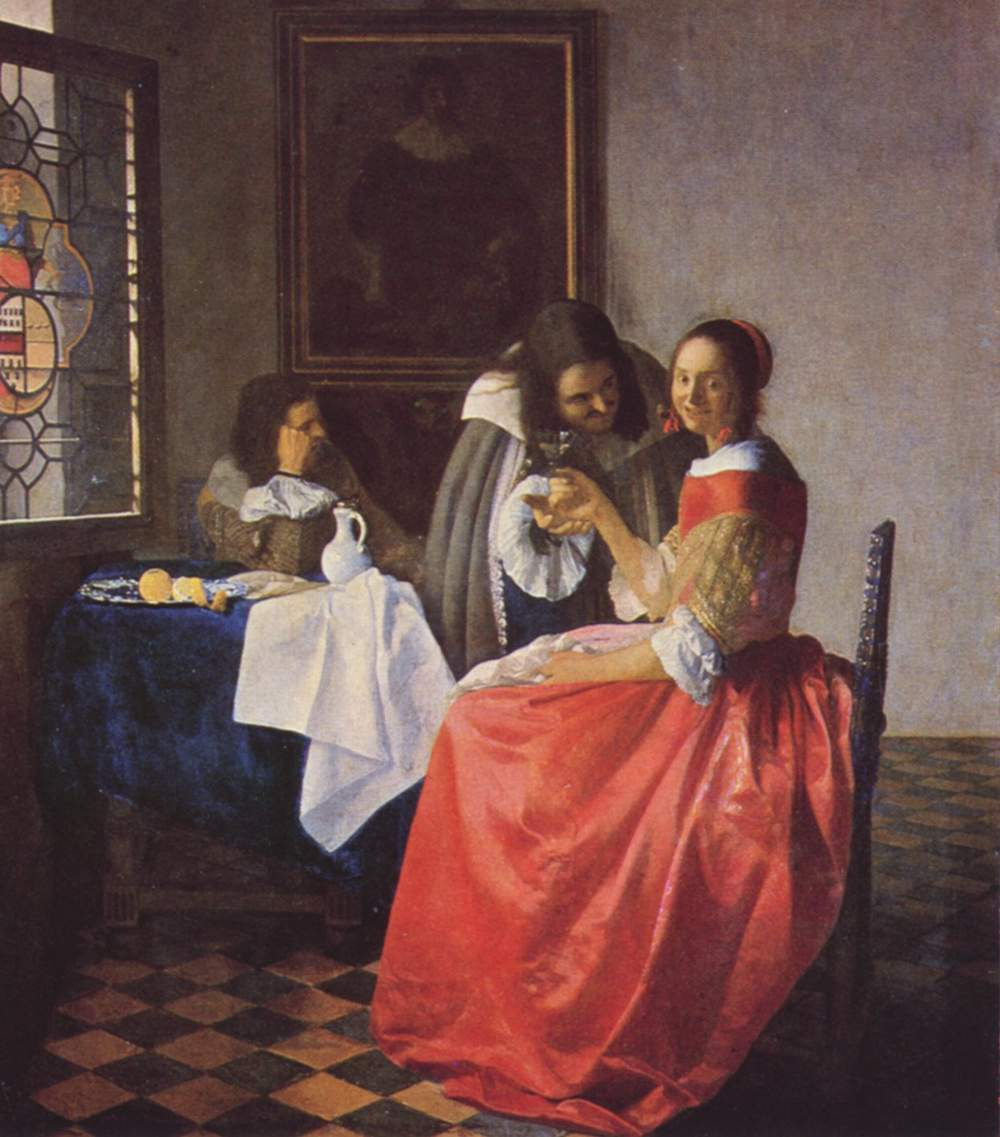
دختر جوان با جام می، اثر یوهانس فرمیر

نظر پزشکان بر این است که افزایش مقدار نوشیدن شراب بیشتر از دو لیوان در روز اثرات زیر را بر زیبایی دارد
1. سرخی چشمان: نوشیدن شراب سبب گشادی رگها می‌شود که به سرخی چشمان می‌انجامد.
2. درشتی رگ‌های صورت: افرادی هم که دارای چهره برافروخته هستند با نوشیدن شراب به آن شدت می‌بخشند و باعث برجاماندن اثر دائمی رگ‌ها بر روی صورت می‌شوند.[نیازمند منبع]
3. برجسته شدن خطوط پیشانی: شرابخواری باعث خشکی پوست و برجسته شدن خطوط پیشانی می‌گردد.
4. چین و چروک صورت: نوشیدن زیاد شراب به کمبود ویتامین آ می‌انجامد که برای ساختن کلاژن و الاستین در بدن ضروری است. در نتیجه چین و چروک صورت افزایش می‌یابد.

## در ادبیات فارسی
| ساقی بده آن شراب گلرنگ |  | مطرب بزن آن نوای بر چنگ |
|                        |  | سعدی                    |

| بده ساقی شراب ارغوانی |  | به یاد نرگس جادوی فرخ |
|                       |  | حافظ                  |

| می نوش ندانی ز کجا آمده‌ای |  | خوش باش ندانی به کجا خواهی رفت |
|                           |  | خیام                           |

| الا ساقی به جان تو به اقبال جوان تو |  | به ما ده از بنان تو شراب ارغوانی را |
|                                     |  | مولانا                              |

| شبی که اول آن شب شراب بود و سرود |  | میانه مستی و آخر امید بوس و کنار |
|                                  |  | فرخی                             |

| به دست راست شراب و به دست چپ زلفین |  | همی‌خوریم و همی بوسه می‌دهیم به دنگ |
|                                    |  | منوچهری                           |

| بیا ساقی آن ارغوانی شراب |  | به من دِه که تا مست گردم خراب |
|                          |  | نظامی گنجوی                  |